# Harald Dzubilla
Harald Dzubilla (* 12. Juni 1944 in Riesenburg, Westpreußen) ist ein deutscher Journalist, Publizist, Autor, Verlagskaufmann und Werbefachmann. Er lebt und arbeitet freiberuflich in Ahrensburg bei Hamburg.

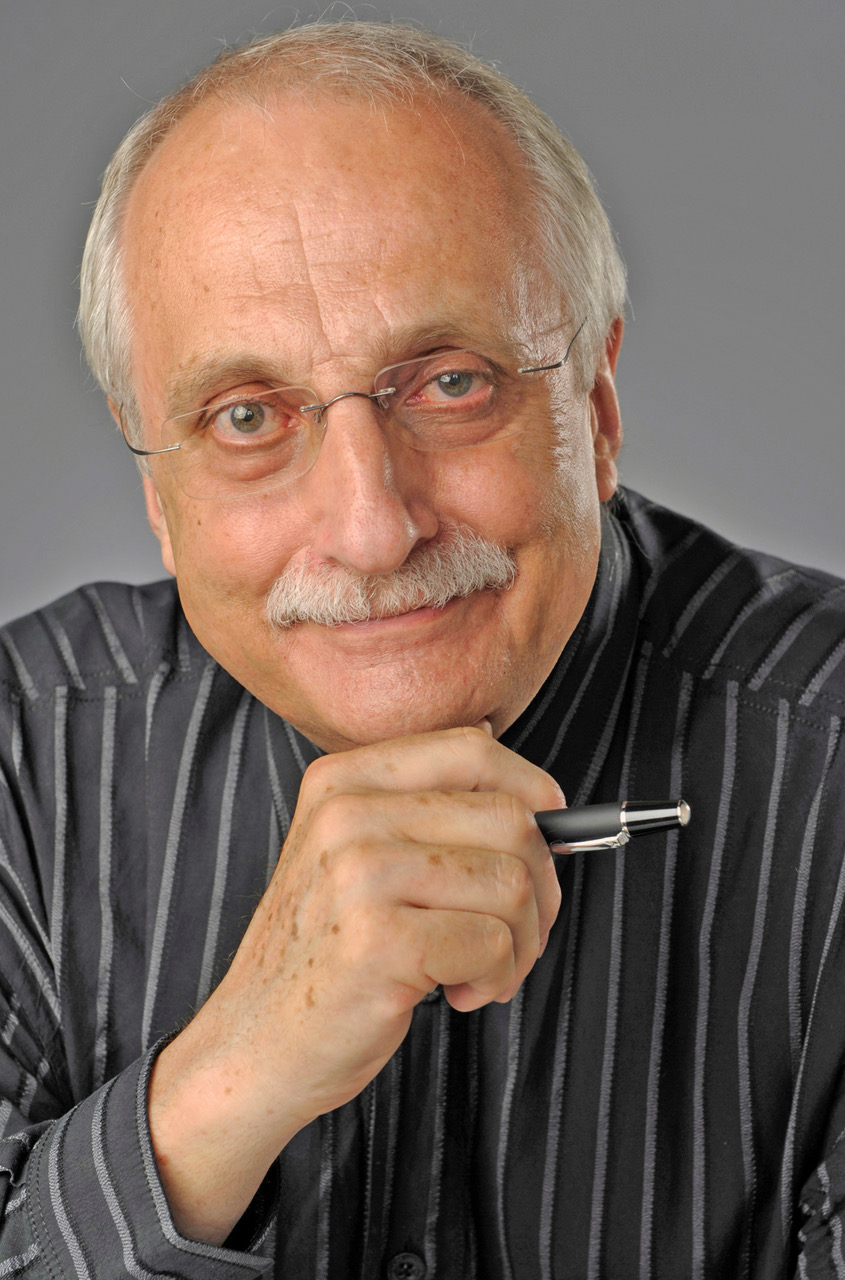
Harald Dzubilla (2013)

## Leben
Dzubilla absolvierte eine Berufsausbildung als Verlagskaufmann im Verlag Axel Springer in Hamburg. Anschließend folgten leitende Positionen in den Verlagen Burda, Jahreszeiten, Springer und Bauer. In den 1960er Jahren begann Dzubilla unter dem Pseudonym „Spießer Alfons“ eine wöchentliche Kolumne in ZV + ZV, dem Verbandsorgan der Verlegerverbände BDZV und VDZ, zu schreiben. Nach dessen Einstellung fand die Kolumne ihre Fortsetzung im Fachblatt Werben & Verkaufen, und erscheint seit 1997 in Horizont. Dort setzt sich der Autor seit über 40 Jahren satirisch mit den Unzulänglichkeiten der deutschen Werbung und ihrer Macher auseinander. Seit 2017 betreibt Dzubilla seine Kolumne „Spießer Alfons“ nunmehr in Form eines eigenen Blogs.
Seit Mitte der 1970er Jahre schreibt Harald Dzubilla unter den Pseudonymen „Peter Riesenburg“, „Dilkó“ und „Robert Castell“ Hörspiele und Songtexte für Kinder und Erwachsene. 2006 präsentierte er sich als „Ron Simon“ mit einer Ausstellung als Bildermacher. Seit 2007 schreibt Harald Dzubilla als „Spießer Alfons“ auch in Medien-Blogs regelmäßige Kommentare zu Werbung, Medien und Kommunikation und in seinem eigenen Blog über lokale Themen aus seiner Heimatstadt Ahrensburg.
Harald Dzubilla ist Erster Vorsitzender im Vorstand der Kunstfreunde Ahrensburg e. V. und Nachlassverwalter des Schriftstellers Hans Reimann (1889–1969).

## Werke

### Tonträger (Auswahl)
- 1974: Ich seh' mein Leben mit deinen Augen, Text: Peter Riesenburg, Arr.: Chris Evans-Ironside, Single (Auditon)
- 1975: Fahr mit im Kli-Kla-Klawitter-Bus, eine Geschichte und lustige Lieder, LP und MC für Kinder
- 1975: Fernsehhase Cäsar präsentiert, Songs für Kinder, LP
- 1976. Bonzo ist der Herr im Haus, Kinderhörspiel
- 1976: Denk & Dachte, zwei Hörspiele nach Motiven der Augsburger Puppenkiste aus der gleichnamigen Fernsehserie für Kinder
- 1978: Schubiduu...uh, das pfiffige Gespenst, Kinderhörspiel
- 1978: Wilhelm Busch erzählt mit der Stimme von Theo Lingen, Geschichten nach Wilhelm Busch mit Liedern (Musik: Rolf Zuckowski), Folgen 1 und 2
- 1981: Schubiduu...uh spukt pfiffig in der Schule, Kinderhörspiel
- 1981: Detektiv Kolumbus & Sohn: Echtes Geld für falsche Pfiffe, Kinderhörspiel
- 1983: Schubiduu...uh ist fröhlich auf den Hund gekommen, Kinderhörspiel
- 1986: Schubiduu...uh und seine verhexte Hochzeit, Kinderhörspiel
- 1998: Was gibt’s denn, Anna ...?, Hörfunk-Sketche für Radio Hamburg
- 2004: Knall & Fall, Privatdetektive: Die Taktik mit der Ticktack, Hörspiel
- 2007: Was Kinder schon immer wissen wollten, lustige Fragen mit überraschenden Antworten, Hörbuch für Eltern und Kinder
- 2007: Der Blaumann von Ahrensburg – Posse aus einer Kleinstadt, Hörbuch
- 2016: Schubiduu…uh ist wieder da!, Kinderhörspiel (Maritim)
- 2016: Schubiduu…uh feiert Geburtstag, Kinderhörspiel (Maritim)

### Buchveröffentlichungen
- 2001: Zwei Handbreit unterm Nabel, Geschichten aus dem täglichen Leben, ISBN 3-9807769-7-2